# رينيه أوليفا
رينيه أوليفا (بالإسبانية: René Oliva)‏ مواليد 7 مارس 1987، هو لاعب كرة يد تشيلي يلعب كحارس مرمى. مثل منتخب تشيلي لكرة اليد. حقق المركز الثالث في دورة الألعاب الأمريكية 2015.

## سجل المنافسة
شارك في البطولات التالية:
- بطولة العالم لكرة اليد للرجال 2015

## الميداليات
| الميدالية | المسابقة                    |
| --------- | --------------------------- |
| برونزية   | دورة الألعاب الأمريكية 2015 |